# Максимово (Сафоновський район, присілок)
Максимово (рос. Максимово) — присілок Сафоновського району Смоленської області Росії. Входить до складу Пушкінського сільського поселення.
Населення — 58 осіб (2007 рік). 